# Titan (remorqueur)
Pour les articles homonymes, voir Titan.
Le Titan est un ancien remorqueur à vapeur allemande qui a été en service de 1910 à 1982. Aujourd'hui, il peut être vu au musée portuaire de Lübeck  (Schleswig-Holstein).
Il est classé monument historique (Denkmal) par la ville hanséatique de Lübeck le 31 août 2010.

## Historique
En 1910, la Deutsche Dampfschiffahrtsgesellschaft Hansa (DDG Hansa (en)) fit construire le remorqueur à vapeur DDG Hansa II au chantier naval Wichhorst à Hambourg. Le nouveau bâtiment était le premier véritable remorqueur portuaire du DDG Hansa et a été inscrit au registre maritime de Brême.
En 1936, le remorqueur est vendu et équipé d'un moteur diesel 3 cylindres. Le remorqueur à vapeur DDG Hansa II est ainsi devenu un remorqueur à moteur, qui a été déplacé à Lübeck sous son nouveau nom Titan en 1937. En 1942, le remorqueur a été mis hors service en raison d'une panne de moteur et réactivé après la guerre. Le remorqueur Titan était en service auprès du Wasserstraßen- und Schifffahrtsamt Lübeck jusqu'en 1982. 

### Préservation
Après une vente à une entreprise de Lübeck, le Musée portuaire de Lübeck(Museumshafen zu Lübeck e.V.) a finalement acquis le remorqueur en 1988. Depuis, les membres de l'association s'occupent de l'entretien et de l'exploitation de l'ancien remorqueur.
La ville hanséatique de Lübeck a classé le remorqueur Titan le 31 août 2010 dans le domaine de l'archéologie et de la préservation des monuments en tant que monument culturel de par la loi sur la protection des monuments .